# Bartomeu Simonet i Canyelles
Bartomeu Simonet i Canyelles (Santa Maria del Camí, 1886-1951) va ser un empresari agrícola i batle de Santa Maria del Camí.

## Innovador de l'agricultura
Nascut a la possessió de Son Llaüt es va interessar molt per la modernització de l'agricultura i l'associació dels agricultors. Fou amic i col·laborador d'Arnest Mestre i Artigas. Les seves principals aportacions varen consistir en la introducció de l'ensitjat de farratges per alimentar el vacum, l'ús de nous aliments pel bestiar, la investigació de noves tècniques de dessecat i conservació dels aliments i l'experimentació vitícola. Tota la seva tasca es va dur a terme a la finca familiar de Son Llaüt. Va col·laborar a Boletín de Agricultura, Boletín de la Estación Enológica de Felanitx, El Cultivador Moderno i Mallorca Agrícola i Avícola.

## Batle de Santa Maria
Va ser batle de 1924 a 1930, durant la Dictadura de Primo de Rivera. En el temps de la seva administració es va restaurar la Casa de la Vila, s'inaugurà una biblioteca pública i es va dur a terme l'excavació de la Basílica de Cas Frares. Es va construir el parvulari de S'Escoleta i s'obrí una escola graduada de tres graus. Es projectà un grup escolar de quatre graus amb plànols de l'arquitecte Guillem Forteza i Pinya. El 1994 va ser nomenat Fill Il·lustre de Santa Maria del Camí.